# اوکراینسکی
اوکراینسکی (به لاتین: Ukrainsky) یک منطقهٔ مسکونی در روسیه است که در سرزمین آلتای واقع شده‌است.